# Paraisometridium pehuensis
Paraisometridium pehuensis is een zeeanemonensoort uit de familie Metridiidae.
Paraisometridium pehuensis is voor het eerst wetenschappelijk beschreven door Zamponi in 1978.